# East Coast Wrestling Association
East Coast Wrestling Association (ECWA) é uma promoção de wrestling profissional estadunidense, fundada por Jim Kettner em 27 de Agosto de 1967. Durante 15 anos, a ECWA se tornou a maior promoção independente dos Estados Unidos. Tornou-se casa do anual Super 8 Tournament, um dos maiores eventos de wrestling do país.

## Atuais campeões
| Títulos                        | Atuais campeão(ões)                            |
| ECWA Heavyweight Championship  | Tommy Trouble                                  |
| ECWA Mid Atlantic Championship | Rob Eckos                                      |
| ECWA Tag Team Championship     | Leather and Lace (JJ the Crew Guy e Mike Reed) |
| Torneios                       |                                                |
| Vencedor do ECWA 2008 Super 8  | Aden Chambers                                  |